# Shanxi

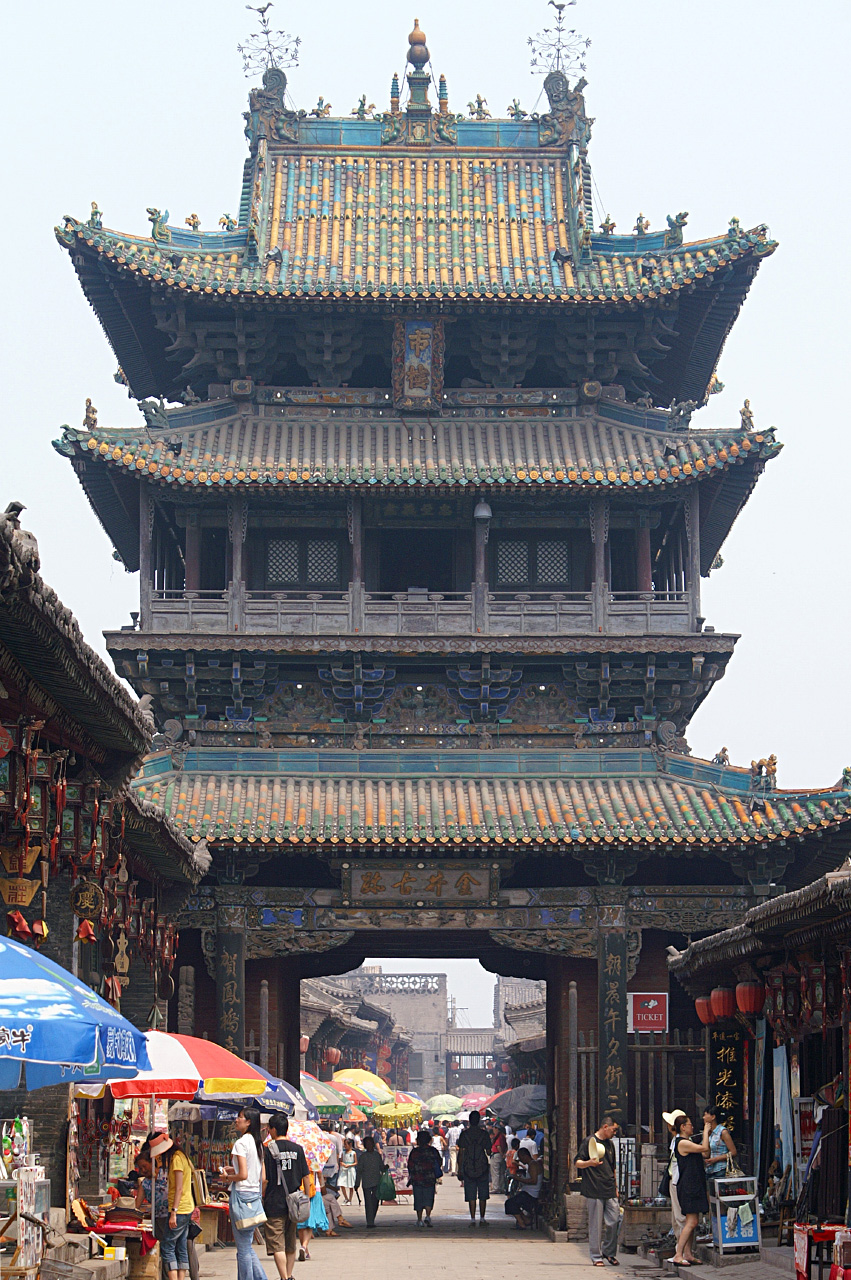
O stradă din orașul Pingyao

Shānxī (romanizat în trecut ca Shansi) este o provincie fără ieșire la mare din Republica Populară Chineză, care face parte din China de Nord. Capitală și cel mai mare oraș al provinciei este Taiyuan, iar următoarele orașe după populație sunt Changzhi și Datong. Abrevierea sa cu un singur caracter este „晋” (pinyin: Jin), după statul Jin care a existat acolo în Epoca Primăverii și Toamnei.
Numele Shanxi înseamnă „Vestul Munților”, o referință la amplasarea provinciei la vest de Munții Taihang. Shanxi se învecinează cu Hebei la est, Henan la sud, Shaanxi la vest și Mongolia Interioară la nord. Relieful Shanxi este caracterizat de un platou delimitat parțial de lanțuri montane. Cultura Shanxi este dominată în cea mai mare parte de majoritatea etnică Han, care reprezintă peste 99% din populația sa. Chineza Jin este considerată de unii lingviști a fi o limbă distinctă de mandarină, iar aria sa geografică acoperă cea mai mare parte a Shanxi. Atât Jin, cât și mandarina sunt vorbite în Shanxi.
Shanxi este un producător important de cărbune, dispunând aproximativ o treime din totalul zăcămintelor de cărbune ale Chinei. Cu toate acestea, PIB-ul pe cap de locuitor al Shanxi rămâne sub media națională. Provincia adăpostește, de asemenea, Centrul de lansare a sateliților Taiyuan.
Provincia este cunoscută și pentru că are de departe cel mai mare număr de clădiri istorice dintre toate provinciile chineze, deținând peste 70% din clădirile supraviețuitoare ale Chinei construite în timpul sau anterior dinastiei Song.

## Orașe
- Taiyuan (太原市 Tàiyuán Shì)
- Datong (大同市 Dàtóng Shì)
- Yangquan (阳泉市 Yángquán Shì)
- Changzhi (长治市 Chángzhì Shì)
- Jincheng (晋城市 Jìnchéng Shì)
- Shuozhou (朔州市 Shuòzhōu Shì)
- Jinzhong (晋中市 Jìnzhōng Shì)
- Yuncheng (运城市 Yùnchéng Shì)
- Xinzhou (忻州市 Xīnzhōu Shì)
- Linfen (临汾市 Línfén Shì)
- Lüliang (吕梁市 Lǚliáng Shì)